# Aroma do vinho

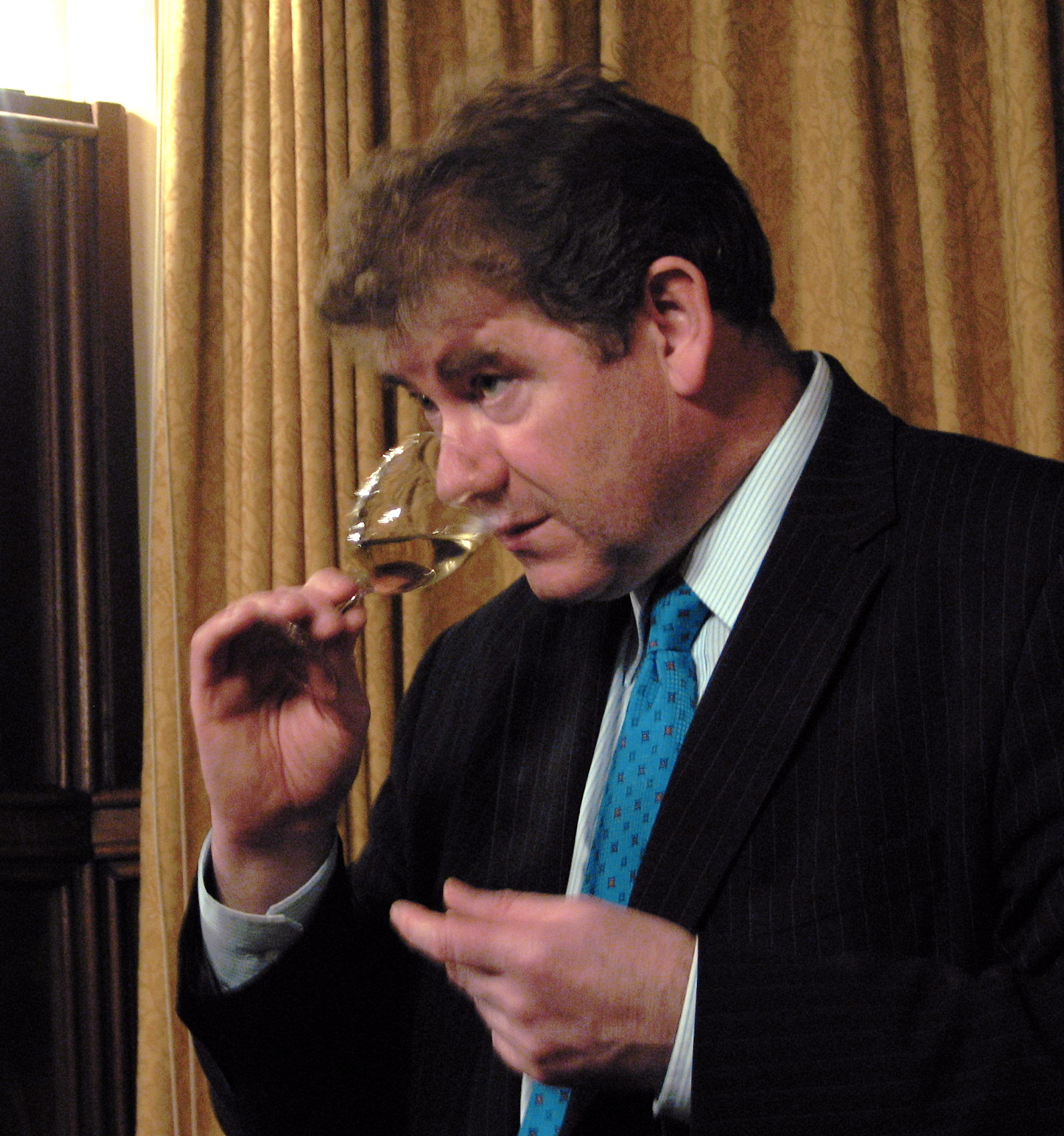
O cheiro é uma parte importante da degustação de vinhos; acredita-se que grande parte do sabor percebido se deve aos receptores olfativos na parte posterior da cavidade nasal.

Os aromas do vinho são mais diversos do que seus sabores. A língua humana está limitada aos sabores primários percebidos pelos receptores gustativos na língua - acidez, amargor, salinidade, doçura e umami. A grande variedade de sabores frutados, terrosos, de couro, florais, herbais, minerais e amadeirados presentes no vinho é derivada de notas de aroma percebidas pelo bulbo olfatório. Na degustação de vinhos, às vezes o vinho é cheirado antes de se tomar um gole para identificar alguns componentes do vinho que podem estar presentes. Diferentes termos são usados para descrever o que está sendo cheirado. O termo mais básico é aroma, que geralmente se refere a um cheiro "agradável", ao contrário de odor, que se refere a um cheiro desagradável ou a um possível defeito do vinho. O termo aroma pode ainda ser diferenciado de buquê, que geralmente se refere aos cheiros que surgem das reações químicas da fermentação e do envelhecimento do vinho.

## Aroma vs. buquê

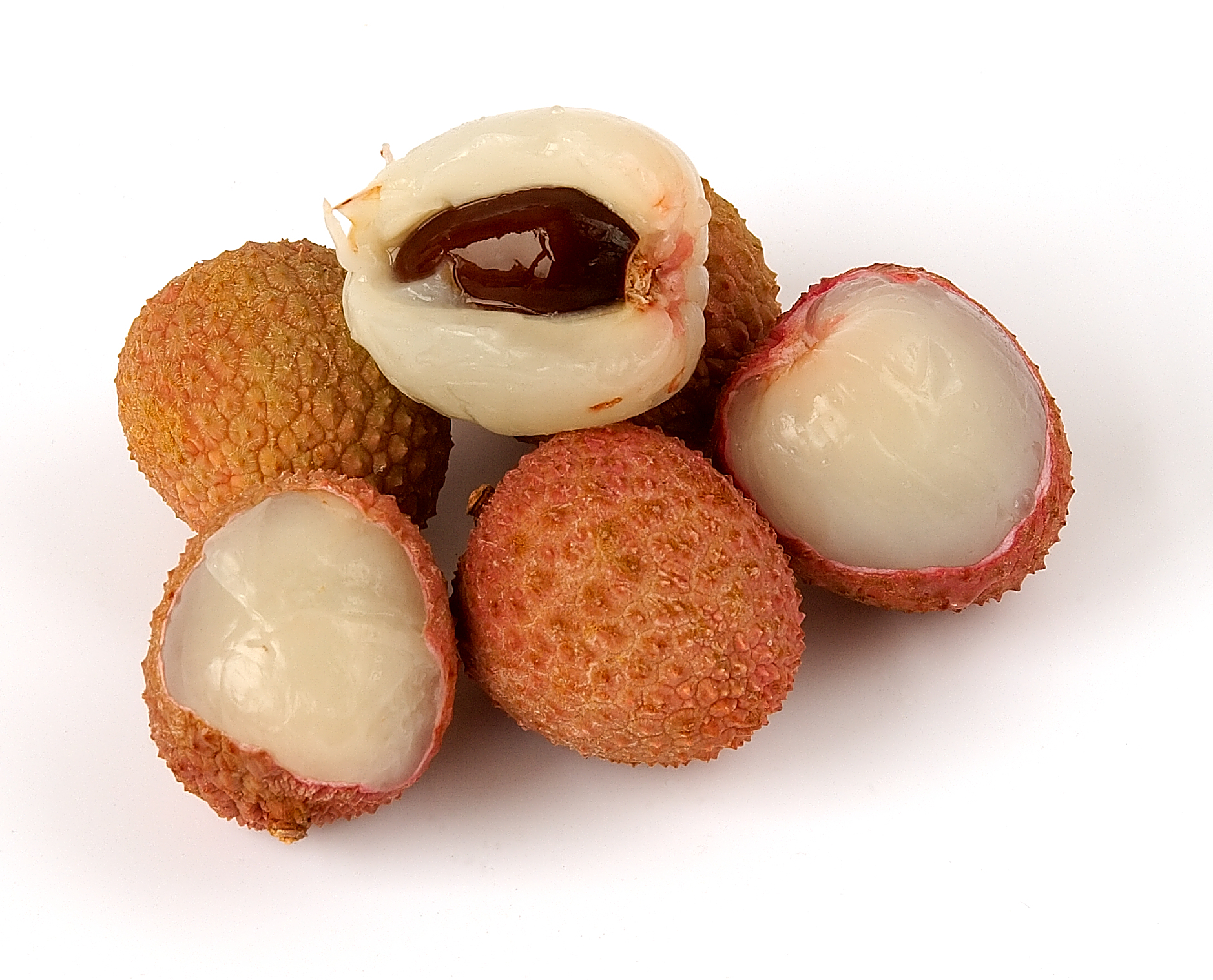
Um aroma comum associado à variedade de uva Gewürztraminer é o de frutas de lichia.

Na degustação profissional de vinhos, geralmente é feita uma distinção entre "aromas" e "buquê" de um vinho, enquanto na degustação casual esses dois termos são usados de forma intercambiável. Um aroma refere-se aos cheiros exclusivos da variedade de uva e são mais facilmente demonstrados em um vinho varietal - como lichia com Gewürztraminer ou groselha preta com Cabernet sauvignon. Esses são cheiros comumente associados a um vinho jovem. À medida que o vinho envelhece, as reações químicas entre ácidos, açúcares, álcoois e compostos fenólicos criam novos cheiros que são conhecidos como buquê do vinho. Esses aromas podem incluir mel em um Sauternes envelhecido ou trufas em um Pinot noir. O termo buquê também pode ser expandido para incluir os cheiros derivados da fermentação e da exposição ao carvalho. Na Borgonha, os aromas dos vinhos são subdivididos em três categorias: aromas primários, secundários e terciários. Os aromas primários são aqueles específicos da própria variedade de uva. Os aromas secundários são aqueles derivados da fermentação. Os aromas terciários são aqueles que se desenvolvem com o envelhecimento em garrafa ou em carvalho.
A técnica de microoxigenação afeta o buquê aromático.

## Componentes do aroma de um vinho
No vinho, há compostos voláteis e não voláteis que contribuem para a composição do aroma do vinho. Durante a fermentação e nos primeiros meses de existência de um vinho, as reações químicas entre esses compostos ocorrem com frequência e o aroma do vinho mudará mais rapidamente durante esse período do que em qualquer outro momento. À medida que um vinho envelhece e amadurece, as mudanças e os desenvolvimentos no aroma continuarão a ocorrer, mas em um ritmo mais lento e gradual. Os compostos voláteis do aroma estão presentes na casca e no suco de uma baga de uva e variam em composição de acordo com a variedade individual da uva. Teoriza-se que a videira Vitis desenvolveu esses compostos como uma ferramenta evolutiva para ajudar na procriação, atraindo insetos para ajudar na polinização e aves e outros animais para comer as bagas e dispersar as sementes. O espectro diversificado de aromas associados a cada variedade de uva é um reflexo da adaptação da videira às condições ecológicas e à competição entre outras plantas.

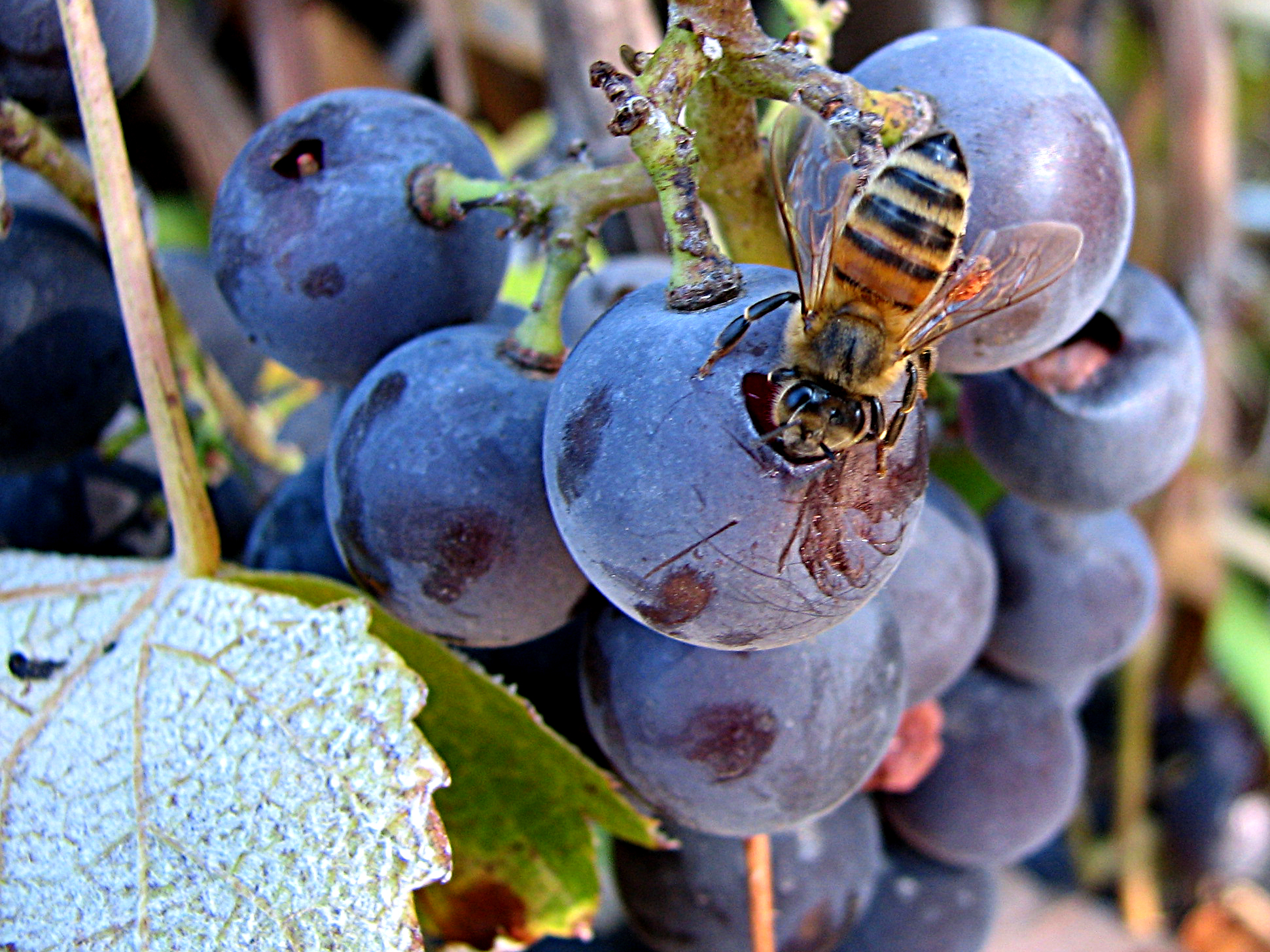
Teoriza-se que a videira desenvolveu compostos aromáticos como um avanço evolutivo para atrair insetos e animais para ajudar na polinização e na dispersão das sementes.

A maioria dos compostos voláteis responsáveis pelo aroma se combina com os açúcares no vinho para formar glicosídeos inodoros. Por meio do processo de hidrólise, causado por enzimas ou ácidos no vinho, eles se revertem em uma forma aromática. O ato de degustar um vinho é essencialmente o ato de sentir o cheiro desses compostos aromáticos vaporizados. As células dos receptores olfativos, cada uma sensível a um aroma diferente, captam esses compostos e transferem as informações para o cérebro por meio do bulbo olfatório. Na década de 1980, houve um foco renovado no estudo da correlação entre os compostos de aroma/sabor nas uvas e a qualidade resultante do vinho. Os cientistas puderam usar cromatógrafos e espectrômetros de massa para identificar compostos voláteis de aroma em diversas variedades de uva.
O estudo dos compostos responsáveis pelo aroma e sabor, bem como sua correlação com a qualidade do vinho, continua. À medida que a compreensão desses compostos aumenta, existe a preocupação de que os vinhos no futuro possam ser "manipulados" por meio do uso de aditivos químicos para acrescentar complexidade e aromas adicionais ao vinho (como a criação de um perfume manufaturado). Em 2004, descobriu-se que uma vinícola na África do Sul havia adicionado aromatizantes ilegais ao seu Sauvignon blanc para melhorar o aroma. Os estudos vitivinícolas se concentraram em como os compostos aromáticos se desenvolvem nas uvas durante o ciclo de crescimento anual da videira e como as técnicas vitivinícolas, como o gerenciamento da copa, podem contribuir para o desenvolvimento de aromas desejáveis no vinho.

### Compostos aromáticos identificados
Alguns dos compostos aromáticos identificados incluem os seguintes:
- Metoxipirazina - composto de aroma herbáceo e gramíneo associado ao Cabernet sauvignon e ao Sauvignon blanc.
- Monoterpenos - responsáveis pelos aromas florais de variedades como Gewürztraminer, Moscatel e Riesling. Inclui geraniol, linalol e nerol.
- Norisoprenoides - compostos aromáticos derivados de carotenoides[6] que incluem a megastigmatrienona, que produz algumas das notas de especiarias associadas ao Chardonnay, e a zingerona, responsável pelas diferentes notas de especiarias associadas ao Syrah. Outros norisoprenóides incluem a cetona de framboesa, que produz alguns dos aromas de framboesa associados ao vinho tinto, a damascenona, que produz alguns dos aromas de óleo de rosa associados ao Pinot noir, e a vanilina.
- Tióis/Mercaptanos - compostos contendo enxofre que podem produzir um aroma de alho e cebola que é considerado um defeito do vinho. Também se descobriu que eles contribuem para alguns dos aromas varietais associados ao Cabernet sauvignon, Gewürztraminer, Merlot, Moscatel, Petit manseng, Pinot blanc, Pinot gris, Riesling, Scheurebe, Semillon e Sylvaner.

### Ésteres
Alguns dos aromas percebidos no vinho são provenientes de ésteres criados pela reação de ácidos e álcool no vinho. Os ésteres podem se desenvolver durante a fermentação, com a influência da levedura, ou mais tarde, durante o envelhecimento, por meio de reações químicas. A cepa precisa de levedura usada durante a fermentação e a temperatura são dois dos indicadores mais fortes do tipo de éster que se desenvolverá e ajudam a explicar parcialmente por que o Chardonnay cultivado no mesmo vinhedo, mas produzido por dois produtores diferentes, pode ter aromas diferentes. Durante o envelhecimento em garrafa, os íons de hidrogênio, encontrados em maior concentração em vinhos de pH baixo (alta acidez), servem como catalisadores na formação de ésteres a partir de ácidos e álcoois presentes no vinho. No entanto, ao mesmo tempo, esses íons de hidrogênio incentivam os ésteres a se separarem novamente em ácidos e álcoois. Esses dois atos de contrapeso gradualmente aproximam o vinho de um estado de equilíbrio em que há partes iguais de álcool, ácidos, ésteres e água (um subproduto das reações). Durante esse período, o buquê do vinho, influenciado pelos ésteres, está em constante mudança devido à concentração, formulação e divisão de diferentes ésteres. Essa é, em parte, a razão pela qual um vinho terá um conjunto de aromas em um determinado momento e outros aromas mais tarde em sua vida útil.

## Em degustação de vinhos
O sentido do cheiro e a detecção dos aromas no vinho são os principais meios pelos quais o vinho é degustado e avaliado. Antes de degustar o vinho, os bebedores de vinho geralmente cheiram o vinho na taça. Taças grandes com aberturas cônicas, algumas das quais são projetadas especificamente para realçar os aromas de diferentes vinhos, podem ajudar a capturar mais aromas dentro da taça para o bebedor detectar. Os vinhos servidos em temperatura mais quente serão mais aromáticos do que os servidos em temperatura mais fria devido à capacidade do calor de aumentar a volatilidade dos compostos aromáticos do vinho. Agitar ou aerar o vinho aumentará a área de superfície disponível, aumentando a taxa de volatilização das moléculas de aroma. Alguns aromas sutis podem ser sobrepujados por aromas mais dominantes que surgem após a agitação, portanto, a maioria dos degustadores profissionais cheira o vinho brevemente antes de agitar. Quanto mais próximo o nariz estiver do vinho, até mesmo dentro da taça, maiores serão as chances de os aromas serem capturados. Uma série de cheiradas curtas e rápidas em vez de uma inspiração longa também maximiza a probabilidade de detecção de aromas. O nariz humano começa a se "cansar" após cerca de seis segundos e, portanto, pode ser necessário fazer uma pausa entre as inalações.
Quando o vinho é tomado em um gole, ele é aquecido na boca e se mistura com a saliva para vaporizar os compostos aromáticos voláteis. Esses compostos são então inalados "retro-nasalmente" pela parte posterior da boca, onde são recebidos por quase cinco milhões de células nervosas. O ser humano médio pode ser treinado para distinguir milhares de cheiros, mas geralmente só consegue nomear alguns de cada vez quando lhe são apresentados muitos aromas. Esse fenômeno, conhecido como "fenômeno da ponta do nariz", é combatido quando a pessoa recebe uma lista de opções possíveis, por meio da qual ela pode identificar positivamente o aroma. Os degustadores profissionais de vinho geralmente percorrem mentalmente uma lista de possíveis aromas (e podem usar recursos visuais como a roda de aromas, desenvolvida por Ann C. Noble, da Universidade da Califórnia, Davis) até que uma opção se destaque e possa ser identificada no vinho.
A detecção de um aroma é apenas uma parte da degustação de vinhos. A próxima etapa é descrever ou comunicar o que é esse aroma e é nessa etapa que aparece a natureza subjetiva da degustação de vinhos. Indivíduos diferentes têm sua própria maneira de descrever aromas e fragrâncias familiares com base em suas experiências únicas. Além disso, há níveis variados de sensibilidade e limiares de reconhecimento de alguns compostos aromáticos entre os seres humanos. É por isso que um degustador pode descrever aromas e sabores diferentes de outro degustador que esteja provando o mesmo vinho.